# Флорио, Джон
Джон Флорио или Джованни Флорио (англ. John Florio, итал. Giovanni Florio; 1553, Лондон — 1625, Фулхэм, Большой Лондон) — английский языковед, лексикограф, переводчик, преподаватель иностранных языков при дворе короля Якова I и возможный друг и авторитет для Уильяма Шекспира. Он также является автором первого перевода на английский Мишеля де Монтеня — французского писателя и философа эпохи Возрождения. В 1580 году он женился на Элейн, сестре поэта Сэмюеля Даниеля. У пары было трое детей Джоана, Эдвард и Елизавета. Скончался в Фулхэме во время эпидемии чумы в совершенной бедности в 1625 году, королевская пенсия ему не выплачивалась, дом был продан за долги.

## Биография

#### Родители
Джон Флорио родился в Лондоне в 1553 году. Был английско-итальянского происхождения и называл себя «англичанином по-итальянски». Его отец, Микеланджело Флорио, рождённый в Тоскане, был францисканским монахом. Позже он перешёл в протестантскую веру и проповедовал в Неаполе, Падуе и Венеции, что привело к проблемам с итальянской инквизицией. В поисках убежища в Англии был назначен пастором в лондонскую Итальянскую Протестантскую конгрегацию в 1550 году во времена правление Эдуарда VI. Также принимался при дворе Уильяма Сесила. Был смещён со своего поста и отлучён от двора из-за низкой морали, но вскоре был полностью прощён. Мало что известно о матери Джона Флорио, вероятно, она была англичанкой.

#### Бегство из Англии
После вступления на престол Марии I, которая была известна своими гонениями на протестантов, семья Флорио вместе с новорождённым Джоном покинула Англию. В Швейцарии Микеланджело Флорио был предложен пост пастора в Сольо и учителя в местной школе, где они были в безопасности от инквизиции. Джон говорил по-английски с матерью, по-итальянски с отцом, кроме того, отец занимался с ним французским и немецким, а в семилетнем возрасте отослал его учиться в Тюбинген к Пьеру Паоло Верджерио. Позже посещал университет в Германии, где приобрёл глубокие знания в гуманитарных науках.

#### Возвращение в Англию
В Великобританию Джон Флорио вернулся в начале 1570-х годов, уже при королеве Елизавете I. Был другом Джордано Бруно и Филипа Сидни, переводил придворным беседы Бруно при его посещении Оксфорда. Джон Флорио считал англичан невоспитанными варварами и всеми силами стремился научить аристократов европейским манерам и гладкой, красивой речи. Всю свою жизнь он изучал европейские языки и размышлял над их структурой и структурой языка в целом. Будучи полиглотом, Джон Флорио боготворил родной итальянский язык, но именно английский язык, который в елизаветинскую эпоху ещё считался молодым, всецело поглотил его. Множество его работ посвящены именно особенностям и развитию английского языка, а также переводам иностранной литературы на английский. Стремясь облагородить английский язык, издал несколько учебных пособий по переводу с итальянского на английский, итальянско-английский словарь.
В 1578 году Флорио опубликовал «First Fruits, which yield Familiar Speech, Merry Proverbs, Witty Sentences, and Golden Sayings» (4to) и «A Perfect Induction to the Italian and English Tongues». Работа была посвящена графу Лестеру. Три года спустя Джон Флорио был принят в оксфордский колледж Св. Магдалены, где работал преподавателем французского и итальянского. В 1591 году свет увидел «Second Fruits, to be gathered of Twelve Trees, of divers but delightsome Tastes to the Tongues of Italian and English men appeared» с приложением «Garden of Recreation, yielding six thousand Italian Proverbs» (4to). В книге содержались грамматические схемы и наброски, подборка диалогов в виде параллельных колонок по-английски и по-итальянски, а также длинные выдержки классических итальянских авторов в прозе и стихотворной форме.
Следующей его работой был итальянско-английский словарь, названный «A World of Words» и опубликованный в 1598 году. Спустя тринадцать лет, в 1611 году, словарь был переиздан в гораздо более обширном и дополненном варианте. Хотя словарь никогда не был окончен, он является бесценным источником английских и итальянских слов благодаря своему объёму. Слова поданы с необычайной лексикографической точностью и впервые отобразили перевод повседневной речи в современных европейских языках, а не книжных цитат и выражений, что послужило причиной для последующих фундаментальных изменений в лексикографии. Некоторые утверждают, что в словаре присутствует некая асимметрия, потому что английские слова и их синонимы превосходят в несколько раз количество заглавных итальянских слов.
Страсть к языку одарила Флорио необычайно яркими творческими способностями в лексической сфере: он придумал тысячи новых слов и выражений, которые вошли в английскую речь.
Умер во время эпидемии чумы в совершенной бедности, королевская пенсия ему не выплачивалась, дом был продан за долги.

## Переводческая деятельность
Без Джона Флорио невозможно было бы представить рождение и развитие культуры Ренессанса в елизаветинскую эпоху. Идеи эпохи Ренессанса пришли в Англию именно благодаря работам переводчиков философских текстов и произведений классической литературы.
Считая себя праотцом переводческой деятельности в Англии, Флорио описывал процесс перевода как «создание нечто нового на основе переводимого текста» и вступал в полемику с теми, кто либо признавал только чтение в оригинале, либо придерживался чрезвычайно точного перевода слова-в-слово. На примере перевода Опытов (Essayes on Morall, Politike, and Millitarie Discourses) Мишеля де Монтеня, опубликованного в 1603, можно увидеть как сильно отличаются перевод и оригинал. Перевод является более длинным и обширным, в нём множество дополнений и комментариев от самого Флорио. В предисловии к Опытам под названием To the courteous reader («К благородному читателю») он описывает переводческую деятельность как способ расширений знаний и развития языка и культуры нации. Доказывая это, он создает некое лингвистическое генеалогическое древо, показывая, что на основе переводов греческих текстов философы эпохи Возрождения создали свои идеи. Греческие писатели и философы в свою очередь опирались на знания древних египтян, которые позаимствовали множество идей из халдейских и ивритских текстов. Флорио считал, что никто не должен быть лишен возможности чтения классических произведений только из-за незнания языка оригинала и что переводы обогащают язык и помогают ему в развитии и приобретению собственных черт и особенностей.
Влияние Опытов в Англии не было ограничено только нововведением такого литературного жанра как эссе, но и расширено вплоть до основополагающего произведения про воспитании молодых членов аристократии и королевской семьи.

## Флорио ишекспировский вопрос
Некоторые исследователи предлагают считать «Шекспиром» именно Джона Флорио (см.: ). Кроме того, его черты находят то в одном, то в другом шекспировском персонаже.

## Посмертная судьба
Обстоятельную биографию лексикографа и переводчика написала Фрэнсис Йейтс (1934). В Магдален Колледже (Оксфорд) действует литературное Общество Джона Флорио.